# مردد غاما ضعيفة

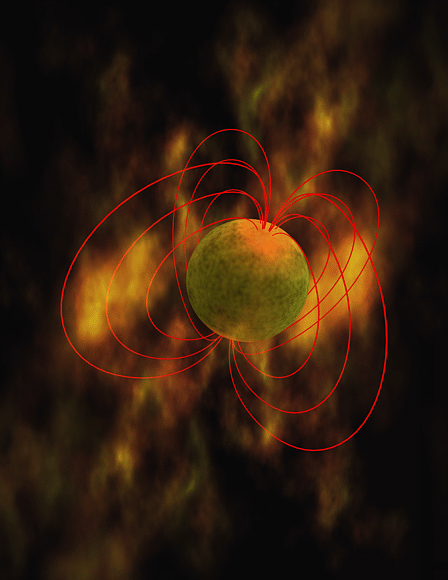
رسم تخيلي لنجم مغناطيسي وتوزيع خطوط مجاله المغناطيسي.

مردد غاما ضعيفة في الفلك (بالإنجليزية: soft gamma repeater)‏ أو (SGR) هو جرم سماوي يصدر انفجارات هائلة من أشعة غاما و الاشعة السينية بمعدل غير منتظم . وتصنف تلك النجوم بأنها نجوم مغناطيسية أو كذلك نجوم نيوترونية يحيطها قرص من مادة بقايا .
سجل يوم 5 مارس 1979 انفجار أشعة غاما شديد .
 حيث استقبلت عدة مراصد  واتضح أن مصدره بقايا مستعر أعظم في مجرة ماجلان الكبرى.
وبفحص التسجيلات التي سجلتها المراصد اتضح أن هذا الانفجار ليس انفجار عادي من نوع انفجار أشعة غاما ، فقد كانت طاقة الفوتونات منخفضة وفي مجال أشعة غاما الضعيفة والأشعة السينية كما أن عددا مترددا من تلك الانفجارات كانت تأتي من نفس المنطقة .
وقررت العالمة الفلكية كريسا كوفيليوتو من اتحاد جامعات أبحاث الفضاء الملتحق مركز مارشال لطيران الفضاء التابع بناسا بفحص نظرية أن مصدر أشعة غاما ضعيفة اصلها من نجم مغناطيسي.

وطبقالتلك النظرية فإن انفجارات النجم هذه تؤدي إلى خفض سرعة دورانه حول محوره .
وفي عام 1998 قامت بمقارنة معدل دورات مردد غاما الضعيفة إس جي آر 1806-20 بدقة .
 ووجدت أن الدورة انخفضت بمقدار 008و0 ثانية منذ عام 1993واستطاعت حساب وتفسير ذلك بالنسبة لمجال مغناطيسي تبلغ شدته هذا 8×1010 تسلاأو (8×1014 جاوس (وحدة) ).وكان ذلك كافيا لإقناع علماء الفلك العالميين بأن مصادر أشعة غاما الضعيفة ما هي إلا صادرة من نجم مغناطيسي.
وفي 27 أغسطس عام 1998 شوهد انفجار مردد غاما ضعيفة مدهش وهو إس جي آر 1900+14 . ورغم أن هذا الانفجار كان بعيدا عن الأرض، ويقدر بعده عنا بنحو 20.000 سنة ضوئية إلا أن تأثيراته على جو الأرض كانت كبيرة. فالذرات الموجودة في طبقة أيونوسفير في جو الأرض وهي تكون عادة في حالة تأين بسبب أشعة الشمس بالنهار وتتعادل في الليل عند غياب أشعة الشمس، تلك الذرات واصلت تأينها خلال الليل أقل قليلا من معدل تأينها أثناء النهار . واستقبل القمر الصناعي مسبار روسي لتوقيت أشعة غاما أشد نبضات من ذلك الانفجار بالرغم من توجهه إلى منطقة أخرى من الكون في ذلك الوقت، وكان من المفروض أن يكون محجوبا عن تلك الأشعة .

## مرددات غاما ضعيفة معروفة
شوهدت بعض مرددات أشعة غاما الضعيفة عدة مرات ومنها تلك القائمة:
| النجم               | تاريخ اكتشافه | ملحوظات                                                                                               |
| ------------------- | ------------- | --- |
| إي جي آر 0525-66    | 1979          | |
| إس جي آر 1806-20    | 1979/1986     | أشد مردد غاما ضعيفة شوهد حتى الآن وشوهد في 27 ديسمبر عام 2004                                         |
| إي جي آر 1900+14    | 1979/1986     | |
| إس جي آر 1627-41    | 1998          | |
| إس جي آر J1550-5418 | 2008          | له دورة حول محوره 07و2 ثوان وهو صاحب الرقم القياسي كأسرع نجم نيوتروني في دورانه.                      |
| إس جي آر 0501+4516  | 2008          | يبلغ بعده عنا 15.000 سنة ضوئية ; سجل مرصد سويفت الفضائي الأشعة السينية الصادرة منه يوم 22 أغسطس 2008. |

وتعطي الأرقام المذكورة موقع النجم في السماء، فمثلا إس جي آر 0526-66 له مطلع مستقيم 5 ساعة 26 دقيقة و ميل −66° . وأحيانا يضاف إلى ذلك تاريخ الاكتشاف مثل 1979/1986 تشير إلى سنة اكتشاف الجرم السماوي وتاريخ التعرف عليه بصفته مردد أشعة غاما ضعيفة وليس انفجار أشعة غاما معتاد.

## وصلات خارجية
- NRAO, Cosmic Flasher Reveals All!
- Duncan، Robert C. "'Magnetars', Soft Gamma Repeaters & Very Strong Magnetic Fields". University of Texas. مؤرشف من الأصل في 2015-07-18.
- H. Heintzmann, Happy birthday, Magnetars, March 5, 1999.